# Cueva de Shuqba
La cueva de Shuqba es un yacimiento arqueológico cerca de la ciudad de Shuqba, en Cisjordania, en la gobernación de Ramala y al-Bireh, Palestina. 
En 2013, la cueva, junto con el cercano Uadi Natuf, se añadieron a la lista indicativa de la Unesco para su posible designación como Patrimonio de la Humanidad. El sitio se encuentra amenazado por la construcción de una carretera de circunvalación de los cercanos asentamientos israelíes ilegales, la construcción de la barrera de separación israelí y los vertidos de basura y escombros de los habitantes de los asentamientos.

## Ubicación
La cueva de Shuqba se encuentra en la orilla norte del uadi Natuf. Este uadi se encuentra a un kilómetro al sur de la ciudad de Shuqba, y discurre hacia el oeste en dirección a la llanura costera de Sefelá. La ciudad se encuentra a 28 km al noroeste de Jerusalén. Esta zona se encuentra dentro de los Montes de Judea.

## Historia de la exploración
El yacimiento fue investigado brevemente en 1924 por el padre Alexis Mallon, quien sugirió que la Escuela Británica de Arqueología de Jerusalén se encargara de excavar la cueva. En el transcurso de una temporada, Dorothy Garrod, con un equipo de trabajadores locales, realizó una zanja en la cámara central, así como un pequeño sondeo en la cámara III. Identificó una secuencia arqueológica que incluía una capa "Levallois-Musteriense" tardía. También incluía una capa mesolítica que posteriormente denominó "natufiense" (por estar en el uadi Natuf). Era la primera vez que se encontraba una capa natufiense como parte de un depósito estratificado. Esta capa contenía restos de carbón vegetal y una industria de herramientas microlíticas desconocida hasta entonces, caracterizada por lunates de forma de media luna. La cultura natufiense se extendió por el Oriente Próximo entre 10800 y 8300 a. C.
El equipo de Garrod encontró objetos de hueso trabajado. La fauna estaba dominada por la gacela e incluía también el perro doméstico. Los restos de 45 esqueletos humanos, en su mayoría fragmentarios, permitieron comprender una serie de prácticas mortuorias distintivas. Investigaciones recientes han identificado lo que se cree que son restos neandertales, junto con herramientas de talla Levallois nubias que anteriormente se creían específicas del Homo sapiens. Un diente fosilizado hallado en la cueva de Shuqba es la prueba más meridional de la presencia de neandertales.

## Yacimientos relacionados
La cueva de Shuqba forma parte del paisaje prehistórico más amplio del uadi Natuf. Si bien la mayor parte del material lítico de la zona de estudio en 1 km alrededor, a lo largo de la orilla norte del uadi se concentra alrededor de la cueva, se ha encontrado lascado en una pequeña terraza natural a 200 m al sur de la cueva. La recogida en superficie sugiere que este material procede de la cueva y de los escombros de 1928, la mayor parte de los cuales han sido arrastrados ladera abajo. Hoy es visible una terraza, pero se construyó en el marco de las prácticas agrícolas modernas.

## Situación en elsigloXXI
Shuqba se encuentra en el Área C definida por los acuerdos de Oslo II de 1995, bajo control tanto administrativo como militar de Israel, por lo que cualquier trabajo de excavación requiere permisos de las fuerzas de defensas israelíes, que raras veces se conceden.
En 2013, la zona fue incluida en la lista indicativa de la UNESCO para su posible designación como Patrimonio de la Humanidad.
Uadi Natuf y la cueva de Shuqba se encuentran actualmente amenazados debido a la construcción de carreteras, decay, descomposición, falta de protección, y vertido masivo de basuras.
Las autoridades israelíes han construido una enorme carretera de circunvalación a través del uadi Natuf para conectar los asentamientos israelíes. También han construido una rampa de salida de la carretera de circunvalación para permitir que los camiones de basura viertan residuos y escombros en el valle. La construcción del muro israelí de Cisjordania separa la cueva de la cercana aldea palestina de Shuqba, obligó a confiscar tierras palestinas e hizo desaparecer vestigios arqueológicos.